# Matteo Jorgenson
Pour les articles homonymes, voir Jorgenson.
Matteo Jorgenson, né le 1er juillet 1999 à Walnut Creek (Californie), est un coureur cycliste américain.
Il remporte notamment Paris-Nice en 2024 et 2025, ainsi qu'À travers les Flandres en 2024.

## Biographie
Originaire de Californie, Matteo Jorgenson passe ses premières années en tant que cycliste en tant que membre des équipes nationales américaines dans les catégories juniors et espoirs. En 2017, il participe notamment aux mondiaux sur route juniors et termine 58e.
N'ayant pas été sélectionné au sein de l'équipe américaine Hagens Berman Axeon, il décide de postuler lui-même auprès des équipes européennes. En 2018, il obtient son premier contrat avec l'équipe américaine Jelly Belly-Maxxis. En 2019, il rejoint la France au sein du club Van Rysel-AG2R La Mondiale, puis passe stagiaire en août au sein l'équipe World Tour AG2R La Mondiale. Lors de cette saison, il remporte le classement par points du Tour de l'Avenir et le contre-la-montre par équipes du Tour du Frioul-Vénétie Julienne avec Chambéry Cyclisme Formation.

### Movistar (2020-2023)

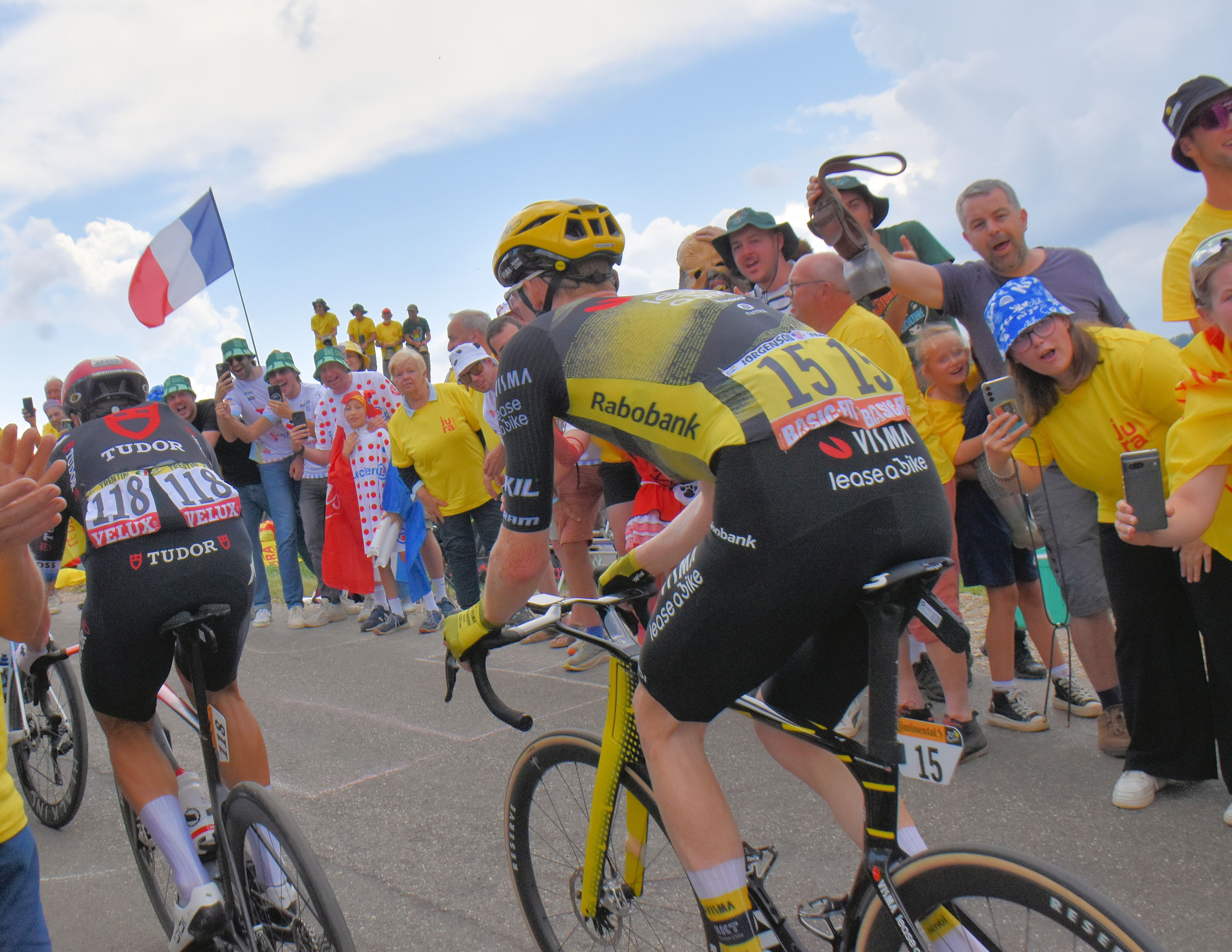
Matteo Jorgenson sur le Tour de France 2025

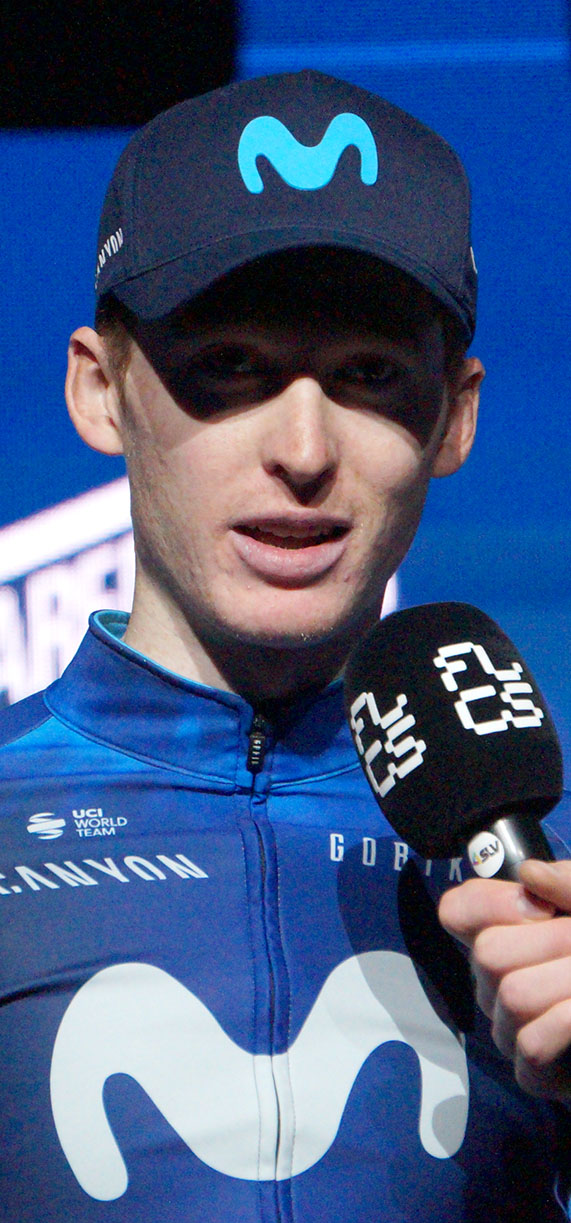
Matteo Jorgenson sous le maillot de la Movistar en 2023.

Sans proposition ferme de l'équipe AG2R La Mondiale, il rejoint en 2020 le World Tour au sein de l'équipe Movistar,,. Le 8 août, il termine 17e de Milan-San Remo alors qu'il est le plus jeune coureur au départ de la course. En fin de saison, il est également aligné sur la Flèche wallonne (32e) et Liège-Bastogne-Liège (45e).
Alors qu'il arrive pour jouer la victoire sur la deuxième étape du Tour de la Provence 2021, il chute à cause d'un spectateur. Il se classera néanmoins 14e du classement général final de l'épreuve. En mars, il est sélectionné pour participer à Paris-Nice, où seul Daniel Arroyave est plus jeune que lui au départ, en vue de préparer son premier Grand Tour, le Tour d'Italie.
En 2023, il réalise un excellent début de saison. Il remporte le Tour d'Oman avant de se diriger vers Paris-Nice qu'il achève à la 8e place. Il obtient des résultats positifs sur les courses pavées en finissant 4e de l'E3 Saxo Bank Classic derrière Tadej Pogačar, Mathieu van der Poel et Wout van Aert. Enfin, il fait partie du groupe de contre-attaque lors du Tour des Flandres aux côtés de coureurs solides. S'il ne peut disputer la victoire à Pogačar et van der Poel, il finit à la 9e place. Au mois de mai, il termine deuxième et meilleur jeune du Tour de Romandie, à 19 secondes d'Adam Yates. Présent en juillet sur le Tour de France, il est à la lutte pour la victoire dans deux étapes via des échappées. Quatrième de la neuvième étape après avoir été un temps seul en tête dans l'ascension finale du puy de Dôme, il est ensuite troisième de la douzième étape. Blessé à la cuisse gauche, il ne prend pas le départ de la seizième étape.

### Visma Lease a Bike (depuis 2024)

#### 2024: victoire sur Paris-Nice et deuxième du Critérium du Dauphiné
Il signe un contrat pour trois saisons avec l'équipe Visma-Lease a Bike à partir de 2024. Promu leader de son équipe pour Paris-Nice, il fait partie de la bonne échappée de la 6e étape, puis résiste aux attaques de Remco Evenepoel lors de la dernière étape pour s'emparer du maillot jaune au détriment de Brandon McNulty. Il remporte ainsi sa première course World Tour sans avoir gagné d'étape. Le 27 mars, il gagne en solitaire À travers les Flandres, ayant placé une attaque à sept kilomètres de l'arrivée à Waregem. En juin, il réalise six tops 10 dont trois podiums sur les étapes du Critérium du Dauphiné. Il termine à la deuxième place du classement général, à huit secondes de Primož Roglič au bout d'une dernière étape à suspense où il reprend 54 secondes (bonifications comprises) au Slovène en difficulté dans la montée finale vers le Plateau des Glières. Il remporte le maillot blanc de meilleur jeune. Aligné sur le Tour de France en soutien de Jonas Vingegaard qui termine deuxième de l'épreuve, Jorgenson se classe notamment deuxième de la 19e étape à Isola 2000, puis prend la huitième place du classement final. Le 3 août, il est neuvième des Jeux olympiques de Paris.

#### 2025
Tenant du titre, il s'aligne sur Paris-Nice avec Jonas Vingegaard dans son équipe. Visma-Lease a Bike gagne la 3e étape disputée en contre-la-montre par équipes avec arrivée à Nevers. Il s'empare du maillot jaune avec un avantage de six secondes sur Vingegaard. Le lendemain, il perd ce maillot au profit de son leader mais le récupère à l'issue de la 5e étape, Vingegaard ayant été victime d'une chute entrainant son abandon au départ de l'étape suivante. Il conserve ce maillot jaune jusqu'à Nice où il se classe deuxième de la dernière étape et remporte son second Paris-Nice consécutif mais toujours sans victoire d'étape individuelle.

## Palmarès

### Palmarès amateur
- 2015
  - 4e étape du Tour d'Irlande juniors
- 2016
  - La Crosse Omnium
  - 1re étape du Tour d'Irlande juniors (contre-la-montre)
  - 1re étape de la Green Mountain Stage Race juniors (contre-la-montre)
- 2017
  - 1re étape de la San Dimas Stage Race juniors (contre-la-montre)
  - 2e de la Valley of the Sun Stage Race juniors
  - 2e de la San Dimas Stage Race juniors
- 2018
  - 2e du championnat des États-Unis du contre-la-montre espoirs
- 2019
  - 1re étape du Tour du Frioul-Vénétie julienne (contre-la-montre par équipes)
  - 3e du Piccola Sanremo

### Palmarès professionnel
- 2021
  - 8e de Paris-Nice
- 2023
  - Tour d'Oman : 
    - Classement général
    - 3e étape

  - 2e du Tour de Romandie
  - 4e de l'E3 Saxo Bank Classic
  - 7e du Tour du Guangxi
  - 8e de Paris-Nice
  - 9e du Tour des Flandres
- 2024
  - Classement général de Paris-Nice
  - À travers les Flandres
  - 2e du Critérium du Dauphiné
  - 5e de l'E3 Saxo Bank Classic
  - 8e du Tour de France
  - 9e de la course en ligne des Jeux olympiques
- 2025
  - Paris-Nice :
    - Classement général
    - 3e étape (contre-la-montre par équipes)

  - 4e d'À travers les Flandres
  - 6e du Critérium du Dauphiné
  - 9e de l'E3 Saxo Bank Classic

## Résultats sur les grands tours

### Tour de France
4 participations
- 2022 : 20e
- 2023 : non-partant (16e étape)
- 2024 : 8e
- 2025 : 19e

### Tour d'Italie
1 participation
- 2021 : 98e

### Résultats sur les courses par étapes
Ce tableau présente les résultats de Matteo Jorgenson sur les courses par étapes de l'UCI World Tour hors Grands Tours auxquelles il a participé.
| AB | Abandon | HD | Hors-délais | - | Pas de participation | X | Pas d'épreuve |

| Année | Paris-Nice | Tirreno-Adriatico | Tour de Romandie | Critérium du Dauphiné | Tour de Pologne | Tour du Guangxi |
| ----- | ---------- | ----------------- | ---------------- | --------------------- | --------------- | --------------- |
| 2020  | -          | 46e               | -                | -                     | -               | X               |
| 2021  | 8e         | -                 | -                | -                     | 113e            | X               |
| 2022  | AB         | -                 | -                | 13e                   | -               | X               |
| 2023  | 8e         | -                 | 2e               | 63e                   | -               | 37e             |
| 2024  | Vainqueur  | -                 | -                | 2e                    | -               | -               |
| 2025  | Vainqueur  | -                 | -                | 6e                    |                 |                 |

## Classements mondiaux
| Année                                 | 2018  | 2019  | 2020 | 2021 | 2022 | 2023 | 2024 |
| ------------------------------------- | ----- | ----- | ---- | ---- | ---- | ---- | ---- |
| Classement mondial                    | 1660e | 1311e | 536e | 418e | 274e | 35e  | 13e  |
| UCI Europe Tour                       | 1878e |       |      |      |      |      |      |
| UCI America Tour                      | 198e  | 182e  | 36e  | 38e  | 21e  | 3e   | 1er  |
|                                       |       |       |      |      |      |      |      |
| Légende : nc = non classéSource : UCI |       |       |      |      |      |      |      |